# Dean Street
Dean Street est une rue du quartier de Soho à Londres, qui va de Oxford Street au nord à Shaftesbury Avenue au sud.

## Personnalités historiques
En 1764, Wolfgang Amadeus Mozart, encore enfant, donne un récital au numéro 21 de la Dean Street.
Horatio Nelson séjourne à Dean Street la veille de son embarquement pour la bataille de Trafalgar et passe la nuit à dresser son plan de bataille.
Charles Dickens fréquente régulièrement Dean Street alors qu'il participe en tant que jeune acteur à des pièces de théâtre amateur au Royalty Theatre (en) de Frances Maria Kelly (en) au numéro 73-74. En 1845 il tient le rôle principal dans l'adaptation de l'œuvre de Ben Jonson, Every Man in his Humour (en), qui reçoit des critiques mitigées. Le jeu d'acteur de Dickens est jugé discutable. George Cruikshank, un illustrateur des œuvres de Dickens, est aussi un résident de Dean Stree. Cruikshank est peut-être mieux connu en tant que caricaturiste virulent avec peu de respect pour les cibles de son travail. Il reçoit une amende de 100 £ pour une caricature du roi George III dans une situation immorale. Il crée une caricature humoristique personnifiant l’Angleterre, connue sous le nom de John Bull.
Le fabricant de meubles William Hean vit à Dean Street entre 1827 et 1845.
Karl Marx vit au numéro 28 de Dean Street entre 1851 et 1856, au-dessus de l'actuel restaurant le Quo Vadis (en). Le couple Marx partage son appartement de Dean Street avec des professeurs d'italien et un cuisinier très pauvres. Trois de leurs cinq enfants meurent en bas âge pendant leur séjour à Dean Street. Le collaborateur de Marx Friedrich Engels vit dans un autre appartement au 28, Dean Street.
The French House à Dean Street est un pub qui est le quartier général officieux du Général Charles de Gaulle et de la Résistance française pendant la Seconde Guerre mondiale.

## Économie
La rue a une tradition dans les soins de santé. Au fil des années, il y a eu plusieurs hôpitaux dans la rue, des établissements pionniers pour la prévention et le traitement des maladies. Le Royal Ear Hospital (en) occupait le numéro 10, une des premières maternités était également située ici et l'Lock Hospital avait également son siège à Dean Street, Lock étant un euphémisme pour une maladie vénérienne. Il y a aujourd'hui deux cliniques de santé sexuelle sur Dean Street : le 56 Dean Street et le Dean Street Express (en) au numéro 34, en face de Royalty Mews.
Dean Street est, particulièrement pendant les années 1960 à 1990, un centre des industries de création et de publicités audiovisuelles.
Il y a eu beaucoup de lieux de musique et de théâtre dans la rue comme le Soho Theatre (en), qui présente des comédies de stand-up. Le célèbre Gargoyle Club (en) fondé en 1925 est situé au no 69-70, à l'angle avec Meard Street. À cette adresse, pendant la fin des années 1970 se trouvait également au sous-sol une boîte de nuit, le Gossips Club, qui était le rendez-vous des Nouveaux Romantiques. Les mythiques soirées « Batcave », qui rassemblaient le gratin du milieu post-punk et du mouvement gothique naissant, se déroulaient chaque mercredi au Gargoyle au début des années 1980, avant d'investir le Gossips quelque temps après.

## Histoire récente

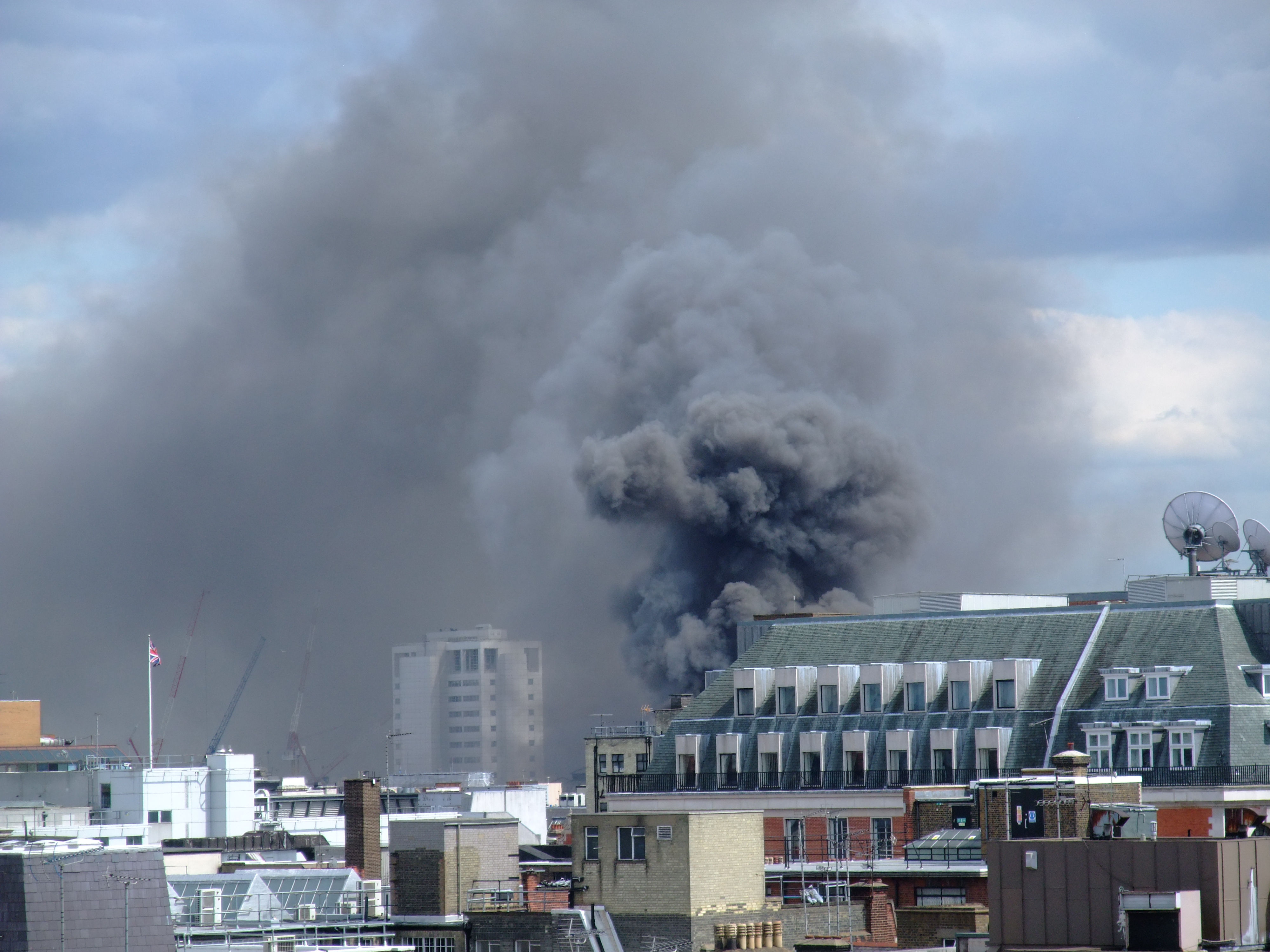
Incendie du 10 juillet 2009 à Dean Street

Le 10 juillet 2009 a lieu un incendie à Dean Street. Deux pompiers sont blessés légèrement mais aucun autre blessé n'est à déplorer. Le bâtiment qui a pris feu a été évacué.
Des travaux importants commencent en 2010 sur Dean Street par la démolition d'un bloc entier d'immeubles à l'intersection de Great Chapel Street et Dean Street en préparation de l'entrée ouest de la nouvelle gare de métro du réseau Crossrail à Tottenham Court Road.

## Intersections
Du nord au sud :
- Oxford Street
- Carlisle Street
- St Anne's Court (en)
- Richmond Buildings (donnant accès à Richmond Mews)
- Chapone Place
- Bateman Street
- Meard Street (en)
- Bourchier Street
- Old Compton Street (en)
- Romilly Street
- Shaftesbury Avenue – terminates